# Ophioglossum parvum
Ophioglossum parvum är en låsbräkenväxtart som beskrevs av M.Nishida och Kurita. Ophioglossum parvum ingår i släktet ormtungor, och familjen låsbräkenväxter. Inga underarter finns listade i Catalogue of Life.